# Dyamenyuo Corona
Dyamenyuo Corona est une corona, formation géologique en forme de couronne, située sur la planète Vénus par -57,5° S et 42,5° E. Elle est localisée dans le quadrangle de Lada Terra. Elle a été nommée en référence à Dyamenyuo, déité Enets de la femme et de la naissance (peuple samoyède semi-nomade vivant majoritairement en Sibérie). 

## Géographie et géologie
Dyamenyuo Corona couvre une surface circulaire d'environ 200 km de diamètre. 